# Cathariostachys capitata
Cathariostachys capitata är en gräsart som först beskrevs av Carl Sigismund Kunth, och fick sitt nu gällande namn av Soejatmi Dransfield. Cathariostachys capitata ingår i släktet Cathariostachys och familjen gräs. Inga underarter finns listade i Catalogue of Life.